# Sabine Mangold

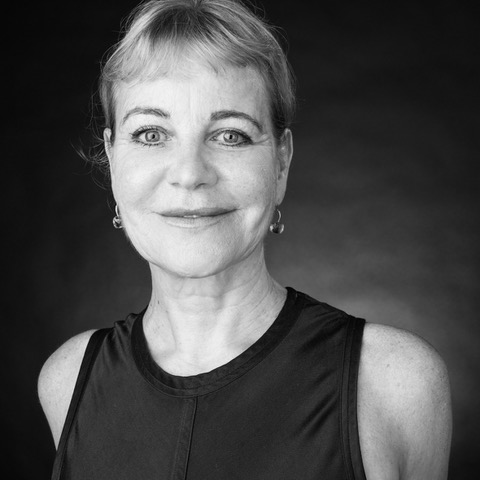
Sabine Mangold

Sabine Mangold (* 15. Januar 1957 in Berlin) ist eine deutsche Übersetzerin japanischer Literatur.

## Leben
Sabine Mangold hat an der  Freien Universität Berlin Japanologie, Germanistik und Kunstgeschichte studiert,
war ab 1986 Dozentin für Deutsche Sprache und Literatur an der Universität Niigata und
von 1989 bis 1994 Redakteurin bei der japanischen Wirtschaftszeitung Nihon Keizai Shinbun.
Seit 1990 arbeitet sie als Übersetzerin japanischer literarischer Werke – Romane, Gedichte, Dramen – sowie aus den Bereichen Sachbuch, Essay und Filmsynchronisation. Seit 1995 ist sie als vom  BDY zertifizierte Yogalehrerin tätig.
Sabine Mangold ist Mitglied im Verband deutschsprachiger Übersetzer literarischer und wissenschaftlicher Werke, VdÜ.

## Übersetzungen aus dem Japanischen, Belletristik
- Shiki Masaoka: Ich war schon eine Weile krank .... Hefte für ostasiatische Literatur, Nr. 9 (Dezember 1989). iudicium Verlag, München 1989
- Jürgen Berndt, Hiroomi Fukuzawa (Hrsg.): Momentaufnahmen moderner japanischer Literatur. Auszugsweise Übersetzungen zusammen mit Yukari Hayasaki. Silver & Goldstein, Berlin 1990
- Taeko Kōno: Riskante Begierden. Übersetzt zusammen mit Yukari Hayasaki. Insel Verlag, Frankfurt am Main 1993
- Saiichi Maruya: Die Journalistin. Übersetzt zusammen mit Yukari Hayasaki. Insel Verlag, Frankfurt am Main 1997
- Akira Yoshimura: Schiffbruch. Rowohlt Verlag, Berlin 1998
- Toshio Shimao: Der Stachel des Todes. Übersetzt zusammen mit Wolfgang E. Schlecht. Insel Verlag, Frankfurt am Main 1999
- Shin Nakagawa: Kyoto – Klänge des Kosmos. Übersetzt zusammen mit Nanae Suzuki. Merke Verlag, Berlin 2000
- Toshirō Suzue: Flimmern. Rowohlt Theaterverlag, Hamburg 2001
- Haruki Murakami: Tanz mit dem Schafsmann. DuMont Buchverlag, Köln 2002
- Akira Yoshimura: Unauslöschlich. Verlag C. H. Beck., München 2002
- Mari Akasaka: Vibration. Deutsche Verlagsanstalt, München 2005
- Takeshi Beat: Warum ich Frauen trotzdem mag. Übersetzt zusammen mit Matthias Adler. Angkor Verlag, Frankfurt am Main 2006
- Hitomi Kanehara: Tokyo Love. List Verlag, Berlin 2006
- Takeshi Beat: Die Welt hasst mich. Angkor Verlag, Frankfurt am Main 2006
- Risa Wataya: Hinter deiner Tür aus Papier. Carlssen Verlag, Hamburg 2006
- Hitomi Kanehara: Obsession. List Verlag, Berlin 2009
- Ryū Murakami: Piercing. Liebeskind Verlag, München 2009
- Yōko Ogawa: Das Ende des Bengalischen Tigers. Liebeskind Verlag, München 2011
- Yōko Ogawa: Das Geheimnis der Eulerschen Formel. Liebeskind Verlag, München 2012
- Katsuhiko Takahashi: Auf der Suche nach Sharaku. be.bra. Verlag, Berlin 2013
- Yōko Ogawa: Schwimmen mit Elefanten. Liebeskind Verlag, München 2013
- Natsuki Ikezawa: Schwere Blumen. Abera Verlag, Hamburg 2014
- Yōko Ogawa: Der Herr der kleinen Vögel. Liebeskind Verlag, München 2015
- Yōko Ogawa: Zärtliche Klagen. Liebeskind Verlag, München 2017
- Kazuaki Takano: 13 Stufen. Penguin Verlag, München 2017
- Kanae Minato: Schuldig. C. Bertelsmann Verlag, München 2019
- Yōko Ogawa: Augenblicke in Bernstein. Liebeskind Verlag, München 2019
- Yōko Ogawa: Insel der verlorenen Erinnerung. Liebeskind Verlag, München 2020
- Durian Sukegawa: Die Katzen von Shinjuku. DuMont Verlag, Köln 2021
- Natsu Miyashita: Der Klang der Wälder. Insel Verlag, Berlin 2021
- Yōko Ogawa: Der Duft von Eis. Liebeskind Verlag, München 2022
- Sōsuke Natsukawa: Die Katze, die von Büchern träumte. C. Bertelsmann Verlag, München 2022
- Tatsuo Hori: Der Wind erhebt sich. Mitteldeutscher Verlag, Halle 2022
- Kōtarō Isaka: Suzukis Rache. Hoffmann und Campe Verlag, Hamburg 2023
- Michiko Aoyama: Frau Komachi empfiehlt ein Buch. Rowohlt Verlag, Hamburg 2023
- Sanaka Hiiragi: Die Erinnerungsfotografen. Übersetzt zusammen mit Yukiko Luginbühl. Hoffmann und Campe Verlag, Hamburg 2023
- Mai Mochizuki: Das Mondscheincafé, Übersetzt zusammen mit Yukiko Luginbühl. dtv Verlagsgesellschaft. München 2024
- Kōtarō Isaka: Der Profi. Hoffmann und Campe Verlag, Hamburg 2024
- Michiko Aoyama: Donnerstags im Café unter den Kirschbäumen. Rowohlt Verlag, Hamburg 2024
- Sanaka Hiiragi: Die Glückslieferanten. Übersetzt zusammen mit Yukiko Luginbühl. Hoffmann und Campe Verlag, Hamburg 2024
- Yōko Sano: Der Kater, der eine Million Mal lebte. Mahoroba Verlag, Taufkirchen 2024
- Ito Ogawa: Hatokos wunderbarer Schreibwarenladen. Droemer Knaur Verlag, München 2025
- Tatsuzō Ishikawa: Die letzte Utopie. Übersetzt zusammen mit Yuri Mizobuchi. Mitteldeutscher Verlag, Halle 2025
- Kutsuki Shō[2]: Die weiße Laterne. Hiroshima, Hiroshima, Hiroshima. Baobab Books, Basel 2025
- Syou Ishida: Das Glück bringt eine Katze. Übersetzt zusammen mit Yukiko Luginbühl. Piper Verlag, München 2025
- Michiko Aoyama: Matcha Tee am Montag. Rowohlt Kindler Verlag, Hamburg 2025

## Übersetzungen aus dem Japanischen, Essays
- Katalog zur Ausstellung Japans Liebe zum Impressionismus – von Monet bis Renoir, Kunst- und Ausstellungshalle der Bundesrepublik Deutschland, Bonn, 8. Oktober 2015 – 26. Februar 2016. Übersetzung aus dem Japanischen von Nora Bierich und Sabine Mangold mit Nanae Suzuki, Übersetzung aus dem Englischen von Sabine Mangold, Übersetzung aus dem Französischen von Katrin Boskamp-Priever. Prestel Verlag. München 2015.
- Yukio Mishima: Sonne und Stahl. Mitteldeutscher Verlag, Halle 2023.

## Übersetzungen aus dem Englischen
- Beth Kempton: Kokoro. Japanische Weisheiten für ein gelungenes Leben. Insel Verlag, Berlin 2025

## Preise und Stipendien
- 1989: 1. Preis Übersetzerwettbewerb der Hefte für ostasiatische Literatur des iudicium Verlags, München.
- 1994: Reisestipendium für Übersetzer der Berliner Senatsverwaltung für kulturelle Angelegenheiten
- 1995: Arbeitsstipendium für Übersetzer der Berliner Senatsverwaltung für kulturelle Angelegenheiten
- 1998: Reisestipendium nach Japan des Auswärtigen Amts
- 1999: Stipendium der Berliner Übersetzer-Werkstatt
- 2001: Stipendium für Übersetzer der Berliner Senatsverwaltung für Wissenschaft, Forschung und Kultur
- 2010: Stipendium des Deutschen Übersetzerfonds für einen Aufenthalt in Visby, Schweden
- 2011: Stipendium des Ministeriums für Wissenschaft, Forschung und Kultur Brandenburg für Aufenthalt im Künstlerhaus Schloss Wiepersdorf
- 2019: Japan Foundation Übersetzerpreis für die Übertragungen des Kriminalromans 13 Stufen von Kazuaki Takano und der Erzählung Zärtliche Klagen von Yōko Ogawa
- 2021: Stipendium „Extensiv initiativ“ des Deutschen Übersetzerfonds für die Übersetzung Wie der Wind sich hebt von Tatsuo Hori
- 2021: Förderung „Neustart Kultur“ der VG Wort, Stipendium für die Übersetzung Sonne und Stahl von Yukio Mishima
- 2022: Stipendium „Extensiv initiativ“ des Deutschen Übersetzerfonds für die Übersetzung Der Duft von Eis von Yōko Ogawa
- 2023: Arbeitsstipendium Sommer 2023 des Deutschen Übersetzerfonds (zusammen mit Yuri Mizobuchi) für die Übersetzung Die letzte Utopie von Ishikawa Tatsuzō
- 2024: Stipendium des Deutschen Übersetzerfonds für eine mehrwöchige Reise nach Japan
- 2025: Auszeichnung des Deutschen Übersetzerfonds für die Übersetzung "Das Höllenbildnis" von Ryūnosuke Akutagawa